# Plectruda
Plectruda (em latim: Plectrudis; c. 650 - após 717), foi a filha de Hugoberto, Senescal de Clóvis III e provavelmente de Irmina de Oeren.